# Alan Seeger
Pour les articles homonymes, voir Seeger.
Alan Seeger est un poète américain (New York, le 22 juin 1888 - 4 juillet 1916 à Belloy-en-Santerre (Somme).

## Biographie

### Premières années
Fils d'un homme d'affaires, Alan Seeger passe sa prime enfance dans la maison familiale sur Staten Island en face de la statue de la Liberté. À l'âge de douze ans, il part vivre à Mexico avec ses parents.
En 1902, il retourne aux États-Unis afin de poursuivre ses études. En 1906, il réussit à entrer à Harvard et en sort diplômé en 1910. Porté vers la littérature, l'histoire médiévale et le sport, il réside encore deux ans à New York, puis part pour Paris, en 1912.
Il s'éprend de cette ville et y rédige des articles pour Le Mercure de France et divers journaux américains ou européens, ainsi que des poèmes. Il séjourne à Londres du printemps au début de l'été 1914 et les dernières années de sa vie en France. 

### Engagé au service de la France en 1914
Au début de la Première Guerre mondiale, en 1914, il défile en brandissant la bannière étoilée à la tête des Américains de Paris qui avaient alors décidé de se battre aux côtés du pays qui les avait accueillis.
Il s'engage, par amour de la France, le 24 août dans la Légion étrangère, au 2e régiment de marche du 2e étranger à Toulouse, régiment créé pour recevoir des engagés « différents ». Il sert à la 1re section, bataillon C, 11e compagnie commandée par le capitaine français Tschaner.

### Mort au combat au cours de la bataille de la Somme

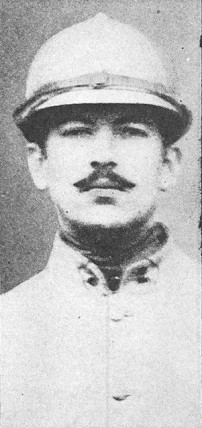
Le légionnaire Alan Seeger.

Le 5 septembre 1914, il combat à la bataille de la Marne, dans les marais de Saint-Gond, il est présent du 27 octobre 1914 au 17 mai 1915 en Champagne à proximité du fort de la Pompelle. En mai et juin 1915, il participe à la bataille de l'Artois, puis aux combats en Champagne.
Tombé malade, il est hospitalisé à Paris et Biarritz de février à avril 1916 puis rejoint le front.
En juillet 1916, le Régiment de marche de la Légion étrangère est engagé dans la Somme. Le légionnaire Alan Seeger est tué au combat devant Belloy-en-Santerre, le 4 juillet, jour de la fête nationale américaine. Porté disparu, ses restes ont vraisemblablement été inhumés dans l'ossuaire numéro 2 de la Nécropole nationale de Lihons (Somme).

## Hommages posthumes
- Alan Seeger a été décoré à titre posthume de la Médaille militaire ainsi que de la Croix de guerre 1914-1918 avec palme.
- Citation à l'ordre du jour de la Division du Maroc, 25 décembre 1916 :

« Jeune légionnaire, enthousiaste et énergique, aimant passionnément la France. Engagé volontaire au début des hostilités, a fait preuve au cours de la campagne d'un entrain et d'un courage admirables.--- Glorieusement tombé le 4 juillet 1916. »
- À Belloy-en-Santerre, la place du village porte le nom d'Alan Seeger et une plaque commémorative a été apposée sur le mur de la mairie en son honneur.
- À Biarritz, une avenue porte le nom d'Alan Seeger.
- À Combes (Hérault), dans la Forêt des écrivains combattants, une stèle porte son nom.
- À Paris, place des États-Unis, une statue d'Alan Seeger a été érigée sur le Monument aux Volontaires américains de la Grande Guerre.
- Le collège de Vailly-sur-Aisne (Aisne) porte le nom d'Alan Seeger.
- Pierre Seghers lui a consacré le second numéro de sa revue Poètes Casqués, P.C. 40, revue des poètes-soldats.
- Au Panthéon, sur les plaques apposées par l'Association des écrivains combattants en 1932.
- A Bezannes (Marne), un parc situé chemin d'Ormes porte son nom.

## Œuvre
- Ses écrits de guerre ont été publiés en français en 1918 chez Payot. Ils comprennent son Journal, des lettres adressées à diverses personnes et une vingtaine de poèmes.
- Son service sous les armes et les rigueurs de la guerre lui ont inspiré le célèbre et prémonitoire poème Rendez-vous avec la mort (I have a rendezvous with Death), qui était un des poèmes préférés du président John F. Kennedy.

« J'ai un rendez-vous avec la Mort

Sur quelque barricade âprement disputée,

Quand le printemps revient avec son ombre frémissante

Et quand l'air est rempli des fleurs du pommier.

J'ai un rendez-vous avec la Mort

Quand le printemps ramène les beaux jours bleus.

Dieu sait qu'il vaudrait mieux être au profond

Des oreillers de soie et de duvet parfumé

Où l'amour palpite dans le plus délicieux sommeil,

Pouls contre pouls et souffle contre souffle,

Où les réveils apaisés sont doux.

Mais j'ai un rendez-vous avec la Mort

À minuit, dans quelque ville en flammes,

Quand le printemps revient vers le nord cette année

Et je suis fidèle à ma parole,

Je ne manquerai pas ce rendez-vous. »

— traduction du texte anglais disponible sur Wikisource